# Giovanni Scatturin
Giovanni Scatturin (Venècia, 30 de maig de 1893 - Rosario, Argentina, 11 d'octubre de 1951) va ser un remer italià que va competir a començaments del segle xx.
El 1920 va prendre part en els Jocs Olímpics d'Anvers, on guanyà la medalla d'or en la competició del dos amb timoner del programa de rem, formant equip amb Ercole Olgeni i Guido De Filip.
Quatre anys més tard, als Jocs de París, guanyà la medalla de plata en la competició del dos amb timoner del programa de rem, formant equip amb Ercole Olgeni i Gino Sopracordevole.